# Nixon Darlanio Reis Cardoso
Nixon Darlanio Reis Cardoso, kallad Nixon, född 20 juni 1992, är en brasiliansk fotbollsspelare som spelar som anfallare .

## Karriär
Nixon gjorde sin professionella debut för Flamengo mot Ponte Preta i omgång 20 i 2012 års Campeonato Brasileiro. 2015 förnyades kontraktet med Flamengo till och med 2018.
Den 5 januari 2018 gick Nixon på lån från Flamengo till den svenska föreningen Kalmar FF. Men succén uteblev och KFF ville inte förlänga med honom efter säsongen 2018. Totalt gjorde Nixon 7 matcher och 0 mål för KFF i allsvenskan 2018.

## Meriter
- Copa do Brasil : 2013
- Campeonato Carioca : 2014